# Nationaal park Syöte
Nationaal park Syöte (Fins: Syötteen kansallispuisto/ Zweeds: Syöte nationalpark) is een nationaal park in Lapland en Pohjois-Pohjanmaa in Finland. Het park werd opgericht in 2000 en is 299 vierkante kilometer groot. Het landschap bestaat uit bossen en venen.